# Prittriching
Prittriching è un comune tedesco di 2 383 abitanti, situato nel land della Baviera.